# 獣医療法
獣医療法（じゅういりょうほう、平成4年5月20日法律第46号）は、飼育動物の診療施設の開設および管理に関し必要な事項ならびに獣医療を提供する体制の整備のために必要な事項を定めること等により、適切な獣医療の確保を図ることに関する日本の法律である。
診療施設の開設および管理・整備の方法などを定める。

## 概要
- 法令番号…平成4年法律第46号
- 公布…1992年（平成4年）5月20日
- 施行…1992年（平成4年）9月1日